# Obwód Sosnowiec Armii Krajowej
Obwód Sosnowiec – struktura terenowa Inspektoratu Sosnowiec ZWZ – AK. Kryptonim „Sztolnia”.

## Skład
- Rejon 1 (południowe Śródmieście)
- Rejon 2 i 3 (północne Śródmieście)
- Rejon 4 (Środula i Konstantynów)
- Rejon 5 (Stary Sosnowiec i Milowice)
- Rejon 6 (Klimontów, Dańdówka, Modrzejów)

## Działalność
Obwód obejmował miasto Sosnowiec oraz przyległe do niego miejscowości Klimontów, Dańdówka i Niwka-Modrzejów (obecnie sosnowieckie dzielnice). Powstał on na początku 1940 roku jako teren Związku Walki Zbrojnej, jego zalążkiem była powstała w listopadzie 1939 komenda powiatowa Służby Zwycięstwu Polski. Jeszcze w tym samym roku obwód został wzmocniony o członków Związku Orła Białego – regionalnej organizacji podziemnej działającej w Małopolsce i na Śląsku. Zaanektowanie obszaru obwodu przez III Rzeszę hamowało aktywny rozwój ruchu oporu na terenie Sosnowca i okolicznych gmin, w wyniku masowych aresztowań w maju i czerwcu 1942 obwód został rozbity. Dowództwo Okręgu Śląsk AK zdecydowało się na odtworzenie obwodu, który w lutym 1943 liczył jedynie sześć plutonów. Poważnym wzmocnieniem okazały się letnie rozmowy scaleniowe z zagłębiowskim zgrupowaniem Gwardii Ludowej PPS, które na zasadzie autonomii weszło w skład lokalnej Armii Krajowej wprowadzając w jej szeregi min. silną Brygadę Zagłębiowską. W okresie późniejszym scalenie objęło również partyjną Milicję Robotniczą. 
W sierpniu 1944 Obwód Sosnowiec liczył ok. 2700-2800 ludzi, w tym 2226 w 52 plutonach AK, z których 17 wywodziło się z GL PPS a 11 z Milicji Robotniczej. Najsilniejszą jednostką działającą na terenie obwodu był 1 Pułk Sosnowiecki Brygady Zagłębiowskiej GL PPS-AK (860 bojowników).

## Komendanci obwodu
- mjr art. Roman Kałuziński ps. „Burza” (luty 1940 – luty 1941)
- kpt. piech. Czesław Gałecki ps. „Wrzos” (luty 1941 – kwiecień 1942)[2]
- ppor. Zygmunt Zawilski (kwiecień – maj/czerwiec 1942)
- ppor. Kazimierz Patello ps. „Rybak” (1942 – wrzesień 1943)
- ppor. Jan Imach ps. „Oracz” (wrzesień – grudzień 1943)[1]
- ppor. Wacław Aniołek (grudzień 1943 – lato 1944)
- Roman Żołądź ps. „Skiba” (lato – jesień 1944)
- ppor. Jan Sandlewski ps. „Orzeł” (od października 1944)